# Philippe de Girard
Cet article possède un paronyme, voir Philippe Girard.
Pour les articles homonymes, voir Girard.
 (mai 2010).
Philippe Henri de Girard, né le 1er février 1775 à Lourmarin et mort le 26 août 1845 à Paris, est un ingénieur-mécanicien français, inventeur de la machine à filer le lin. La ville polonaise Żyrardów où il a travaillé porte aujourd'hui son nom. 

## Biographie

### Famille
Philippe de Girard descend d’une famille de la bourgeoisie protestante aisée et cultivée qui désira parer son nom d’une particule à partir de 1816. Charles Girard, son arrière-arrière-grand-père, marchand protestant de Grenoble, né en 1629, s'installe à Lourmarin avant 1693. Il avait été gérant des biens de Madame de Lesdiguières. Son grand-père, Pierre-Henri, né en 1707, fut maire de Lourmarin. 
Son père Pierre-Henri-Joseph de Girard continua la tradition en étant régisseur des domaines provençaux de Louis V Joseph de Bourbon-Condé. Enthousiasmé par la lecture de Jean-Jacques Rousseau, il écrivit, L'Ami de la Nature, Le Cri de l’Humanité, Considération sur le mariage et le divorce et Vœu pour la paix où il proposa la création d’une Société des Nations. Sa réputation de philosophe était telle que le marquis de Sade lui fit parvenir une lettre pleine de déférence pour lui proposer d’assister à une représentation théâtrale à Lacoste. Cette invitation datée du jeudi 15 janvier 1772 lui proposait la séance du mardi 20 pour laquelle Donatien lui confiait « souhaiter beaucoup son jugement car des spectateurs et des juges aussi éclairés que vous, Monsieur, sont précieux ».

### Enfant précoce
Il n’est pas surprenant qu’un tel érudit[Qui ?] ait fait faire de solides études à ses quatre fils. Parmi eux, c’est Philippe qui révèle très tôt des dons exceptionnels de chercheur et d’inventeur. Il n’a que quatorze ans, en 1789, quand il met au point une « machine pour utiliser le mouvement des vagues ». Un an plus tard, son père l’envoie finir ses études à l’université de Montpellier d’où il sort diplômé en chimie et en histoire naturelle. 
Hésitant encore entre une carrière consacrée aux sciences ou aux arts, il s’inscrit à Marseille aux cours du sculpteur Chardigny et réalise le buste de son père. 
Mais la Révolution qui vient d’éclater bouleverse les plans du jeune homme. Il doit retourner à Lourmarin et à 17 ans il s’engage dans la section de la Garde Nationale que commande son frère Charles-Frédéric. Mais la présence des grandes villes de la côte est trop proche pour que certains ne se laissent pas séduire par les idées fédéralistes qui y germent.

### Révolutionnaire modéré
C’est le cas de Charles-Frédéric et de son jeune frère qui participent au siège de Toulon face au capitaine d’artillerie Bonaparte. Confronté à sa maîtrise lors de la canonnade du mont Faron, les deux frères désertent et s’enfuient avec d’autres fédérés dans une chaloupe anglaise le 18 décembre 1793. Leur père et leur frère Camille, qui partageaient les mêmes idées, quittent Lourmarin et se réfugient en Suisse, tandis que Philippe et Charles s’installent à Livourne. 
C’est là que le jeune homme invente un « nouveau procédé de fabrication de savon » par machine à vapeur ce qui lui permet d’ouvrir une usine. Au passage, il met au point une « machine à graver les pierres » et un « condensateur électrique ». 
La chute de Robespierre, le 9 thermidor, puis l’intervention de l’aîné, François, le seul à être resté sur place, autorisent aux quatre émigrés de revenir en France. Ce qui permet à Philippe, après le 13 vendémiaire, de s’installer à Nice pour préparer le concours au poste de professeur à l'École centrale,.

### Première carrière d'enseignant
Entre deux révisions de cours, il invente un « élévateur pour charger les pierres des carriers » et se lance dans le calcul intégral. Ces activités ne l’empêchent pas d’obtenir son poste et d’enseigner à 19 ans la chimie, les mathématiques et l’histoire naturelle. 
L’arrivée au pouvoir du Premier Consul ayant rendu la situation plus calme en Provence occidentale, il quitte Nice en 1801 pour s’installer à Marseille. Membre de l'Académie de Marseille, il y donne gratuitement des cours de physique et de chimie dans le cadre du Lycée des Arts.

### Cascade d’inventions
Encouragé par son frère Charles, le jeune homme monte avec lui à Paris. Ils s’installent dans la capitale et là le jeune provençal invente successivement la « lampe hydrostatique à niveau constant » que l’on considère immédiatement comme une révolution dans l'éclairage et le « verre dépoli ». 
Au cours de l’année 1806, la machine à vapeur inspire Philippe. Il la modernise en mettant au point une « machine à expansion à un seul cylindre » et une autre « machine produisant un mouvement rotatoire sans balancier ». En dépit du dépôt de brevets, la première fut plagiée par l'Américain Oliver Evans, la seconde par l'Anglais Mandslen. 
En 1810, motivé par un concours impérial qui offre 1 million de francs à l'inventeur d'une machine à filer, il se met au travail et met au point une machine à filer le lin. Il dépose un brevet en 1817, mais l'Empire a été renversé et la somme n'est pas versée. Son invention ne rencontre pas le succès escompté et il doit céder sa machine à des Britanniques.
En 1810, il aurait apporté à Londres un exemplaire du Livre de tous les ménages ou l'art de conserver pendant plusieurs années, l'ouvrage de Nicolas Appert sur son invention, la conserve alimentaire par la chaleur, et à partir de cet exemplaire, des Britanniques auraient exploité le procédé.

### Machine à filer le lin

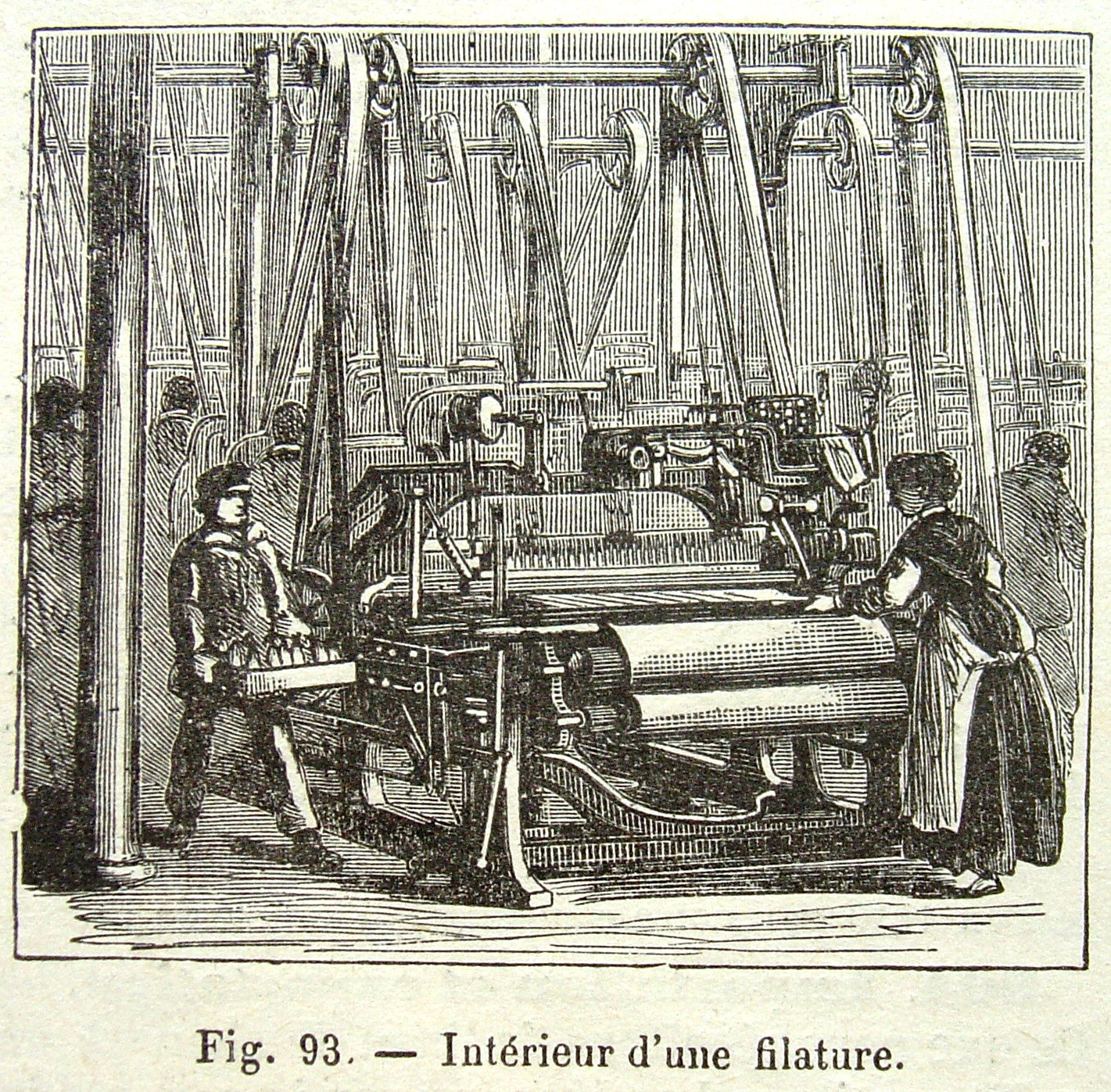
Une machine à tisser au XIXe siècle.

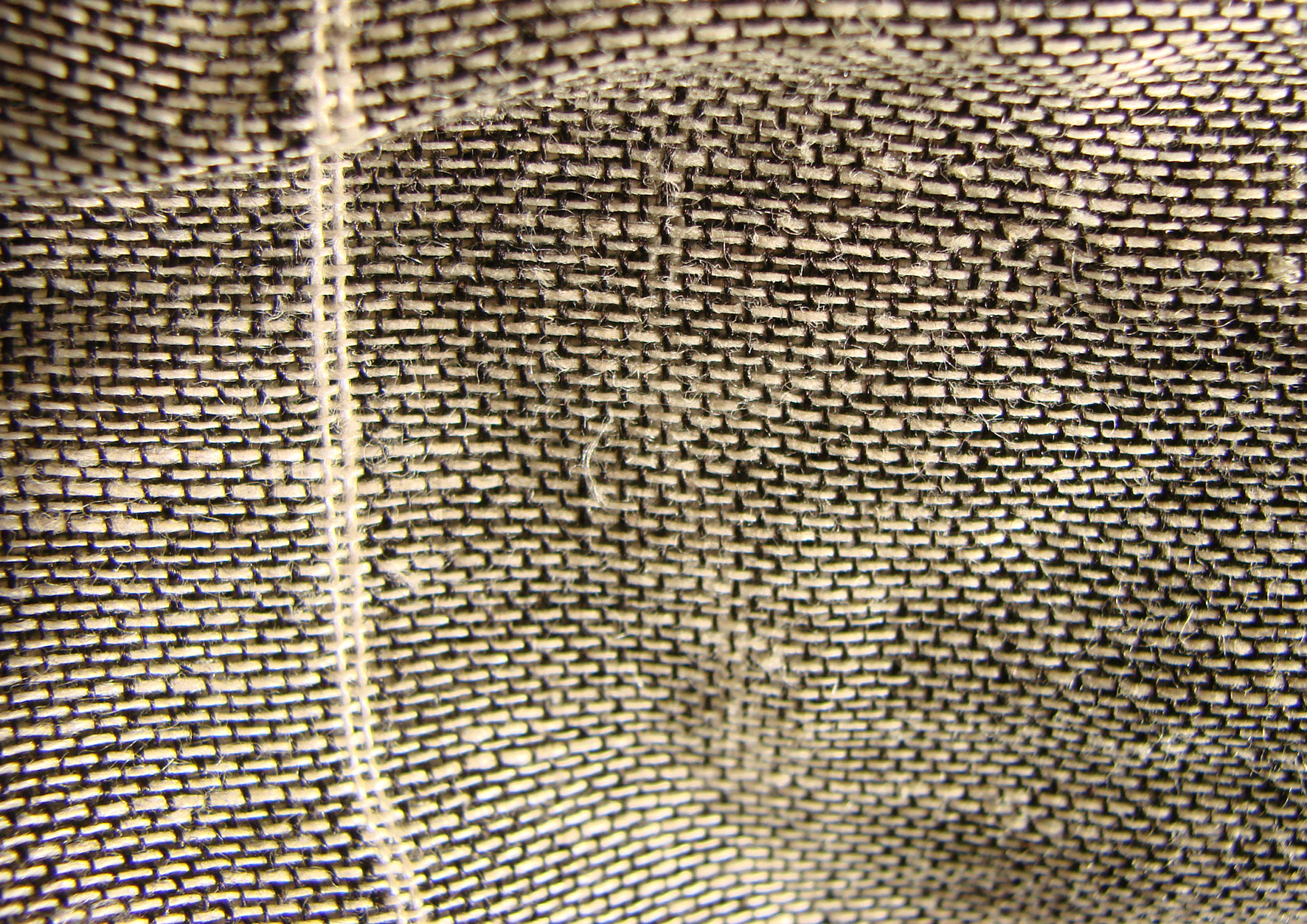
Lin tissé à la machine

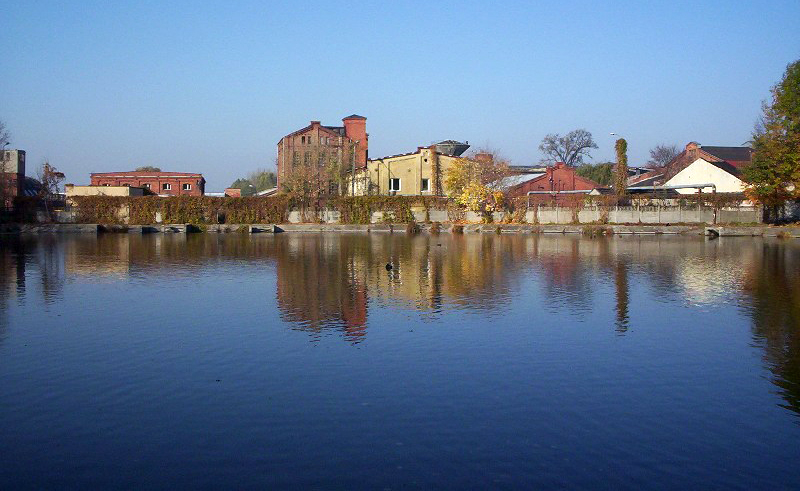
Les filatures de Żyrardów, la ville polonaise qui porte le nom de Philippe de Girard

Napoléon 1er, afin de stimuler l’industrie textile, décide d’offrir un million de francs or à l’inventeur d’une « machine à filer le lin ». Le décret est publié dans les colonnes du Moniteur le 12 mars 1810. Philippe en prend connaissance lors d’un séjour à Lourmarin. Il trouve la solution en deux mois et dépose son brevet le 12 juin 1810. 
Sûr d’avoir gagné le prix, il emprunte et investit dans la construction à Paris de deux filatures. En Provence, on fait de même dans l’immobilier puisque son frère François se rend acquéreur, en 1811, auprès de Madeleine Bruni de la Tour d’Aigues du château de Lourmarin et de celui de la Corée à l’entrée du village. 
Mais la bureaucratie impériale donne toute l’ampleur de sa lenteur : à la chute de l'Empire, elle n’avait toujours pas versé son prix à l’inventeur. Entretemps, Philippe a mis au point un « système d’amélioration des pompes à feu » et une « machine pour carder la laine et les fibres textiles ». 
Le changement de régime le fait rattraper par l’impatience de ses créanciers. Malgré l’intervention de ses amis auprès de Louis XVIII, l’inventeur est arrêté pour dettes et incarcéré à Sainte-Pélagie. C’est l’occasion que saisissent ses associés pour apporter les plans de sa machine à filer le lin en Angleterre et les négocier 25 000 livres sterling à Horace Hall. 
Quelques années plus tard, elle reviendra grâce aux industriels Antoine Scrive-Labbe et Ernest Feray, et permettra à la région lilloise de devenir le premier centre de filature industrielle de France.

### Nul n’est prophète en son pays
Rendu à la liberté mais dégoûté, l’inventeur accepte, en 1815, après le traité de Vienne, l’invitation de François II, l’empereur d’Autriche. Avec son frère François-Joseph et Henri, le fils de celui-ci, ils s’installent à Hirtenberg et mettent en route une filature. Cette offre permet à Philippe de commencer à rembourser une partie de ses dettes les plus urgentes. En dépit de cela, le tribunal d’Apt fait mettre en vente une partie du patrimoine des Girard à Lourmarin et la maison familiale est même menacée d’être mise aux enchères publiques. 
Un ami officier de l’inventeur, marié et installé en Pologne, baron Colonel Pierre Galichet de Passavant-en-Argonne, ayant appris les malheurs de Girard le persuade de venir en Pologne et le mettra en relation avec des entrepreneurs et banquiers polonais. Dans le quartier de Marymont à l'ouest de Varsovie, un premier centre de tissage de lin est fondé en 1825 suivi en 1830 par une grande fabrique à Ruda Guzowska, dont il deviendra Directeur technique pour exploiter massivement ses manufactures de tissage. La ville qui s'y élèvera ensuite prendra le nom polonisé de l'inventeur et deviendra « Girardouf », ou Żyrardów. Mais entretemps, Girard participe à l'insurrection de novembre 1830 qui est étouffée, en 1831, dans un bain de sang par le général russe Paskievitch,[réf. à confirmer].
Par la suite[Quand ?] sa renommée atteint la cour de Saint-Pétersbourg[réf. à confirmer] et il se trouvera nommé « ingénieur national en chef des mines » ainsi que « surveillant de la construction de la compagnie des bateaux à vapeur » pour une durée de dix ans. Ce contrat mirifique permet à Philippe de se débarrasser de ses soucis financiers et de mettre au point toute une nouvelle série d’inventions. 
Porté par la vague d’innovation de la première révolution industrielle, il met au point un « chrono-thermomètre », une « machine à calculer et à résoudre les équations », une « machine à tourner les corps sphériques », une « machine à tourner les bois des fusils », un « extracteur rapide de jus de betterave », une « roue hydraulique », un « système de pré-chauffage de l’air des hauts fourneaux », un « amplificateur de son pour piano » qu’il baptise « trémolophone ».

### Exposition universelle de 1844
Obligé de quitter la Pologne, il est de retour en France ce qui va lui permettre de présenter quelques-unes de ses inventions lors de l’Exposition universelle de 1844. Sur les Champs-Élysées, il expose un nouveau « dynamomètre », un « procédé pour vernir les tôles », une « machine à étirer le fil de fer », des « armes à vapeur », une « machine à faire les clous », un « couvoir artificiel », une « machine à forer les canons », un « silo à blé » révolutionnaire et deux « machines pour souffler les briques industrielles ». 
Un des présidents du jury, le chimiste Jean-Baptiste Dumas, ne tarit pas d’éloges sur ses mérites. Avec le soutien d'Arago et d'Ampère, il intervient auprès du roi Louis-Philippe Ier pour faire valoir ses droits. Le monarque confie l’affaire à son ministre Cunin-Gridaine, un gros manufacturier des filatures du Nord, qui bloque immédiatement le dossier de la récompense non versée et refuse même sa promotion à la Légion d’honneur. 
Face à ce scandale, la Société d’encouragement décide alors de lui verser une pension sur ses fonds propres. Mais six mois après, Philippe de Girard s’éteint chez une de ses nièces, la comtesse Vernède de Corneillan, le 28 août 1845.

### Gloire posthume
La presse s’émeut et lance une campagne où l’on met enfin en exergue « celui qui a doté la France et l’Europe des plus précieuses inventions ». Frédéric Mistral, dans son Armana Prouvençau le décrit comme « un homme né avec une étoile sur le front » et affirme qu’il fait partie de ceux qui « éclairent le reste de leurs frères cheminant derrière eux ». 

Lors de son inhumation au Père-Lachaise, le vicomte de Lavalette, au nom de la Société des inventeurs déclare : 

« Il est inutile de dire les fatigues, les pertes, les déceptions, les douleurs de cinquante années de travail et de lutte ; en voici les résultats, en voici l’addition à la fois brillante et triste ! Deux magnifiques conquêtes : la filature mécanique du lin et la machine à vapeur à expansion. Dix inventions importantes ; plus d’un milliard produit ; des centaines de millions économisés chaque année ; des milliers d’hommes nourris, vêtus et quelques-uns enrichis et pour l’inventeur… rien… Ingratitude et dénuement ». »

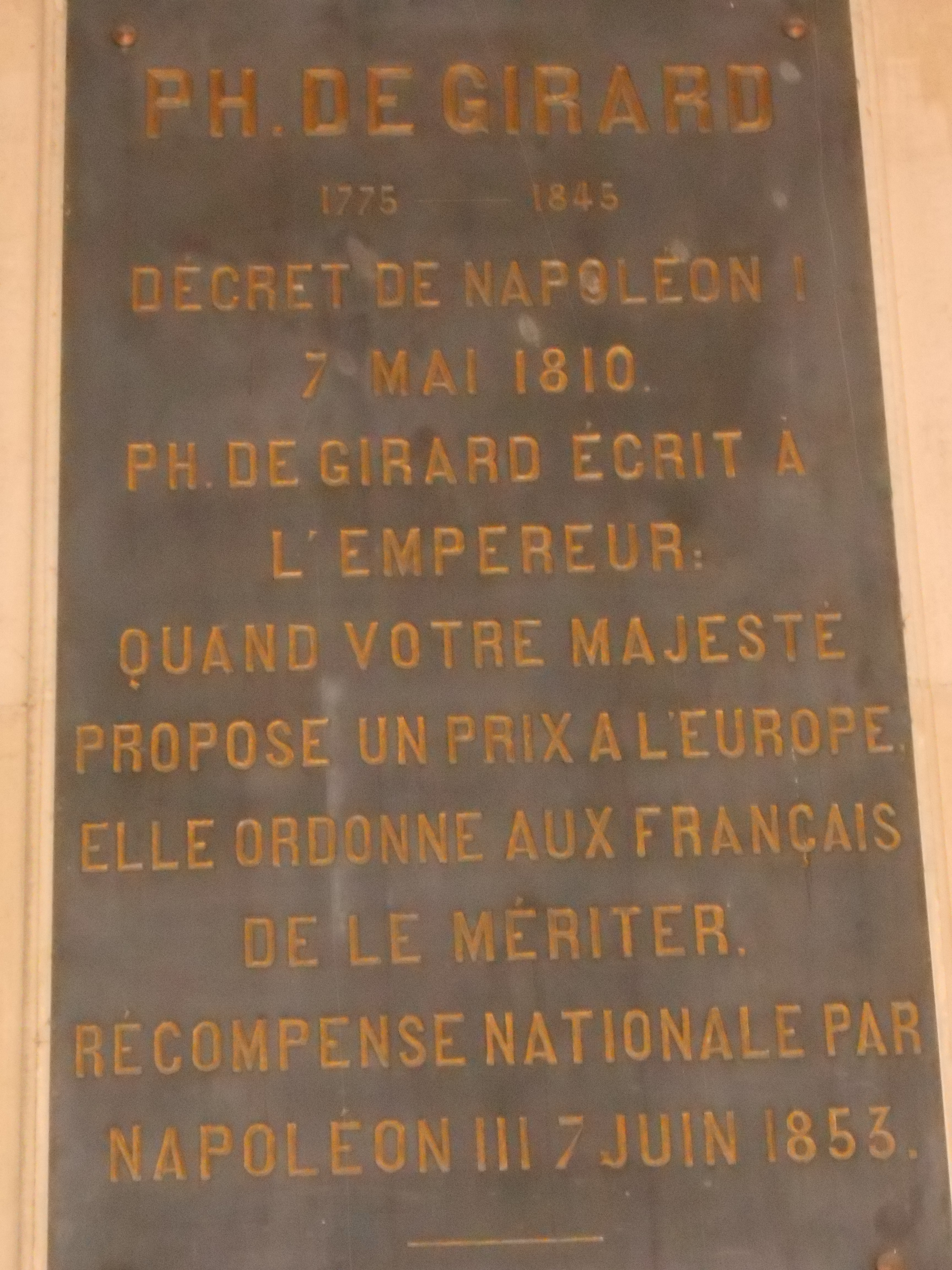
Reconnaissance nationale en 1853, Vieille Bourse de Lille
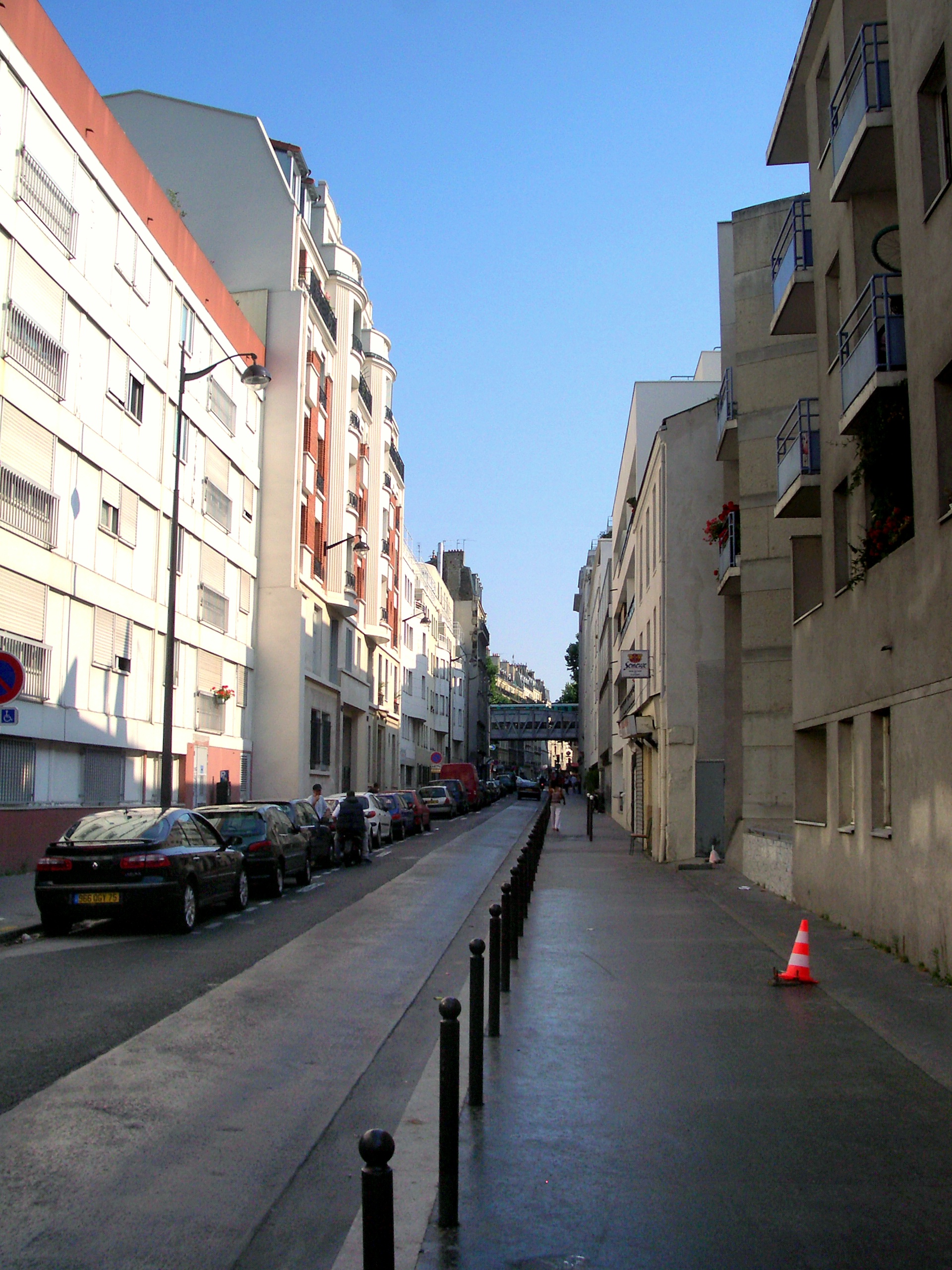
Rue Philippe de Girard à Paris (Xe arrondissement)
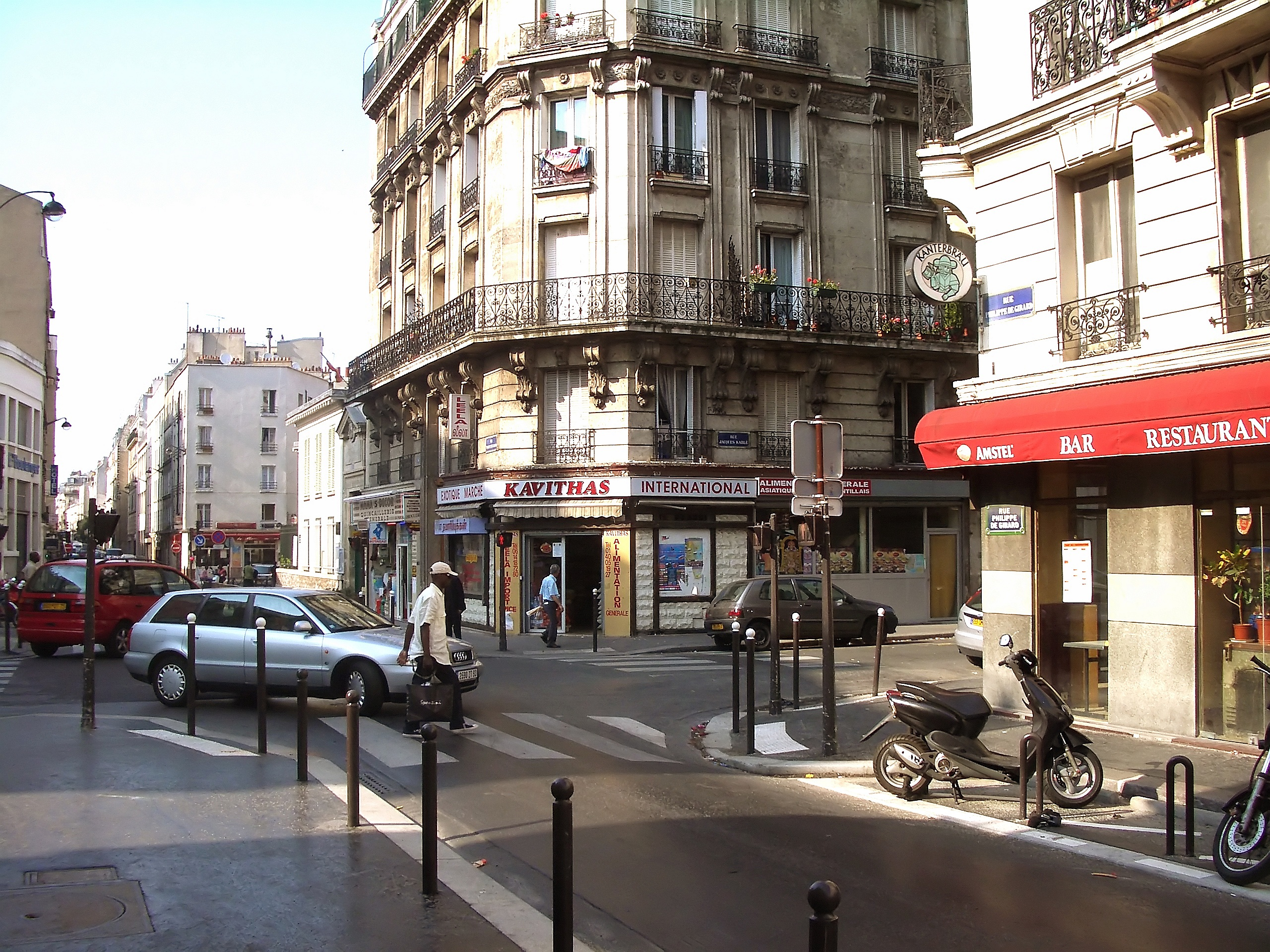
Rue Philippe de Girard à Paris (XVIIIe arrondissement)

Grâce à l'action des Lillois Antoine Scrive-Labbe et Frédéric Kuhlmann, Napoléon III reconnut enfin, le 23 septembre 1853 à la Vieille Bourse de Lille, la dette de son oncle et accorda à la famille de l’inventeur une pension de 6 000 francs par an. La ville d’Avignon se proposa de lui élever une statue, l’affaire traîna jusqu’en 1876 et elle ne fut inaugurée que six ans plus tard,,,. Dans le Nord, Lille, Wattignies, Armentières ou encore Wervicq-Sud donnèrent son nom à l’une de leurs rues, de même qu’Apt et Lourmarin. Une école du XVIIIe arrondissement et une rue s'étendant du Xe au XVIIIe arrondissement de Paris portent son nom. Avignon donna son nom dans son « Campus scolaire des Sciences et Techniques », à l'un de ses lycées. 
Sa nièce, la comtesse de Vernède de Corneillan, vendit à la commune la maison familiale de Lourmarin pour une somme symbolique, à la condition exprès d'entretenir à perpétuité la tombe du grand homme située dans les dépendances et de créer un musée au deuxième étage de la maison avec les souvenirs dont elle fit don. Malheureusement, ce musée, ouvert en 1902, est clos depuis 45 ans[réf. nécessaire]. Sa maison natale est seulement signalée par une plaque commémorative et est devenue l'école primaire publique de Lourmarin.
Il donne son nom à une ville polonaise, Żyrardów, qui le 25 novembre 2016, y inaugure une statue de Philippe de Girard.
Une plaquette « A la mémoire de Philippe de Girard » est créée par Louis-Eugène Mouchon vers 1893,. 
Une médaille en cuivre argentée est créée par Hippolyte Lefèbvre pour la Chambre de Commerce de Lille vers 1901.